# Tricentra flavifigurata
Tricentra flavifigurata là một loài bướm đêm trong họ Geometridae.